# Аннакотти

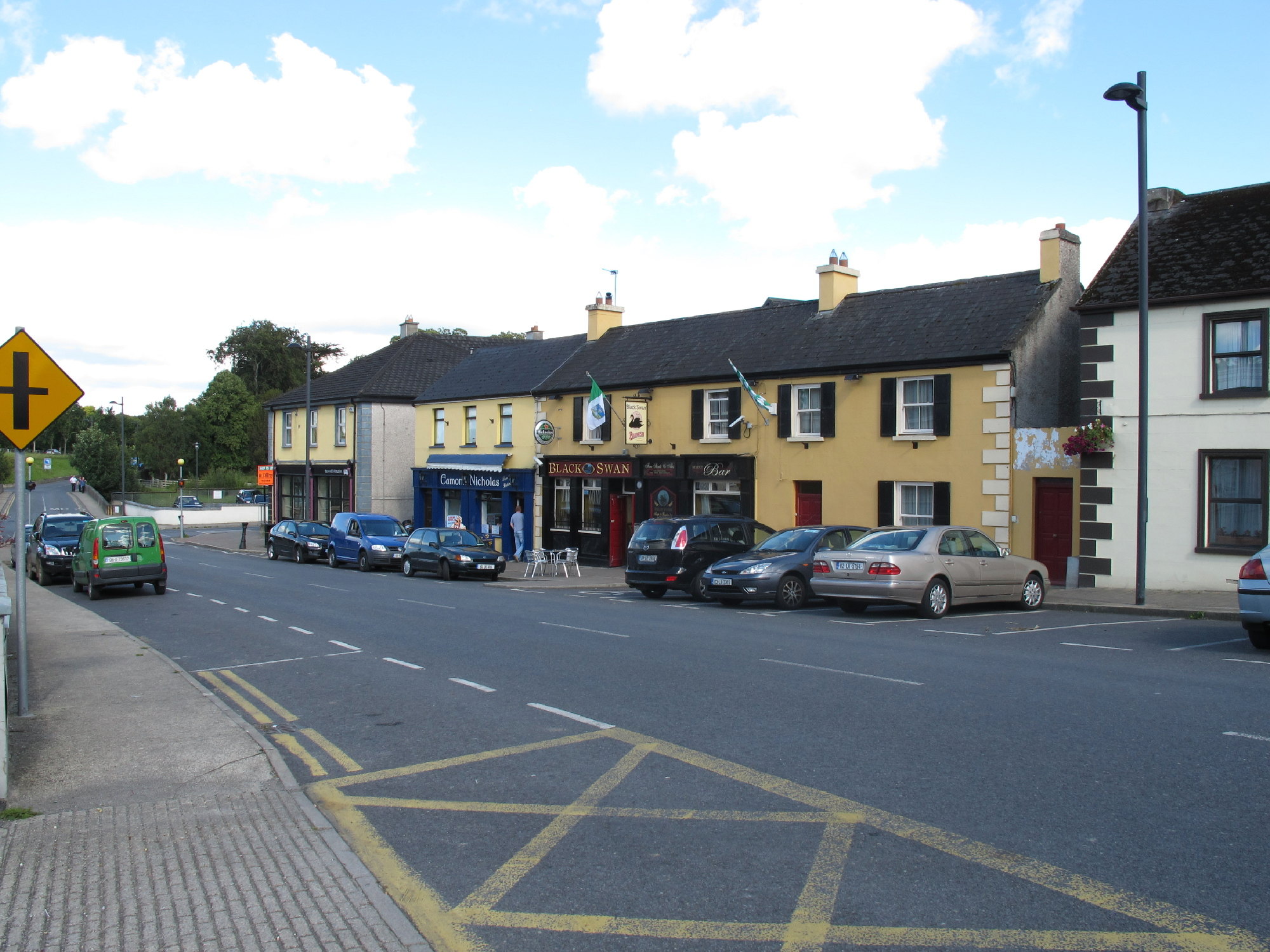
Магазины

Аннакотти (англ. Annacotty; ирл. Áth an Choite) — (переписной) посёлок в Ирландии, находится в графстве Лимерик (провинция Манстер).
Местная железнодорожная станция была открыта 8 августа 1858 года и закрыта 9 сентября 1963 года.

## Демография
Население — 1839 человек (по переписи 2006 года). В 2002 году население составляло 1342.
Данные переписи 2006 года:
| Общие демографические показатели |               |                               |                               |      |      |
| Всё население                    | Всё население | Изменения населения 2002—2006 | Изменения населения 2002—2006 | 2006 | 2006 |
| 2002                             | 2006          | чел.                          | %                             | муж. | жен. |
| 1342                             | 1839          | 497                           | 37,0                          | 901  | 938  |

В нижеприводимых таблицах сумма всех ответов (столбец «сумма»), как правило, меньше общего населения населённого пункта (столбец «2006»).
| Религия (Тема 2 — 5 : Число людей по религиям, 2006) |             |                |             |            |       |      |
| Католики, чел.                                       | Католики, % | Другая религия | Без религии | не указано | сумма | 2006 |
| 1586                                                 | 86,2        | 99             | 122         | 32         | 1839  | 1839 |

| Этно-расовый состав (Этничность. Тема 2 — 3 : Постоянное население по этническому или культурному происхождению, 2006) |            |              |       |        |        |            |       |       |
| Белые ирландцы | Лухт-шулта | Другие белые | Негры | Азиаты | Другие | Не указано | сумма | 2006  |
| 1555 | 5          | 145          | 16    | 46     | 17     | 29         | 1813  | 1839  |
| Доля от всех отвечавших на вопрос, %                                                                                   |            |              |       |        |        |            |       |       |
| 85,8 | 0,3        | 8,0          | 0,9   | 2,5    | 0,9    | 1,6        | 100   | 98,61 |

1 — доля отвечавших на вопрос о языке от всего населения.
| Владение ирландским языком (Тема 3 — 1 : Число людей от 3 лет и старше по способности говорить по-ирландски, 2006) |      |            |       |       |
| Владеете ли Вы ирландским языком?                                                                                  |      |            |       |       |
| Да | Нет  | Не указано | сумма | 2006  |
| 837 | 847  | 54         | 1738  | 1839  |
| Доля от всех отвечавших на вопрос о языке, %                                                                       |      |            |       |       |
| 48,2 | 48,7 | 3,1        | 100   | 94,51 |

1 — доля отвечавших на вопрос о языке от всего населения.
| Использование ирландского языка (Тема 3 — 2 : Говорящие по-ирландски от 3 лет и старше по частоте использования ирландского языка, 2006) |                                                            |                                               |                                               |                                               |                                               |                                               |       |                                     |      |
| Как часто и где Вы говорите по-ирландски?                                                                                                |                                                            |                                               |                                               |                                               |                                               |                                               |       |                                     |      |
| ежедневно, только в образовательных учреждениях                                                                                          | ежедневно, как в образовательных учреждениях, так и вне их | в других местах (вне образовательной системы) | в других местах (вне образовательной системы) | в других местах (вне образовательной системы) | в других местах (вне образовательной системы) | в других местах (вне образовательной системы) | сумма | всего, отвечавших на вопрос о языке | 2006 |
| ежедневно, только в образовательных учреждениях                                                                                          | ежедневно, как в образовательных учреждениях, так и вне их | ежедневно                                     | каждую неделю                                 | реже                                          | никогда                                       | не указано                                    | сумма | всего, отвечавших на вопрос о языке | 2006 |
| 182 | 5                                                          | 17                                            | 43                                            | 312                                           | 266                                           | 12                                            | 837   | 1738                                | 1839 |
| Доля от всех отвечавших на вопрос о языке, %                                                                                             |                                                            |                                               |                                               |                                               |                                               |                                               |       |                                     |      |
| 10,5 | 0,3                                                        | 1,0                                           | 2,5                                           | 18,0                                          | 15,3                                          | 0,7                                           | 48,2  | 100                                 |      |

| Типы частных жилищ (Тема 6 — 1(a) : Число частных домовладений по типу размещения, 2006) |          |         |                 |            |       |      |
| Отдельный дом                                                                            | Квартира | Комната | Переносные дома | не указано | сумма | 2006 |
| 578                                                                                      | 38       | 1       | 0               | 7          | 624   | 1839 |